# Fugida en helicòpter de la presó de Mountjoy
La fugida en helicòpter de la presó de Mountjoy de tres presos de l'IRA Provisional tingué lloc el 31 d'octubre de 1973.

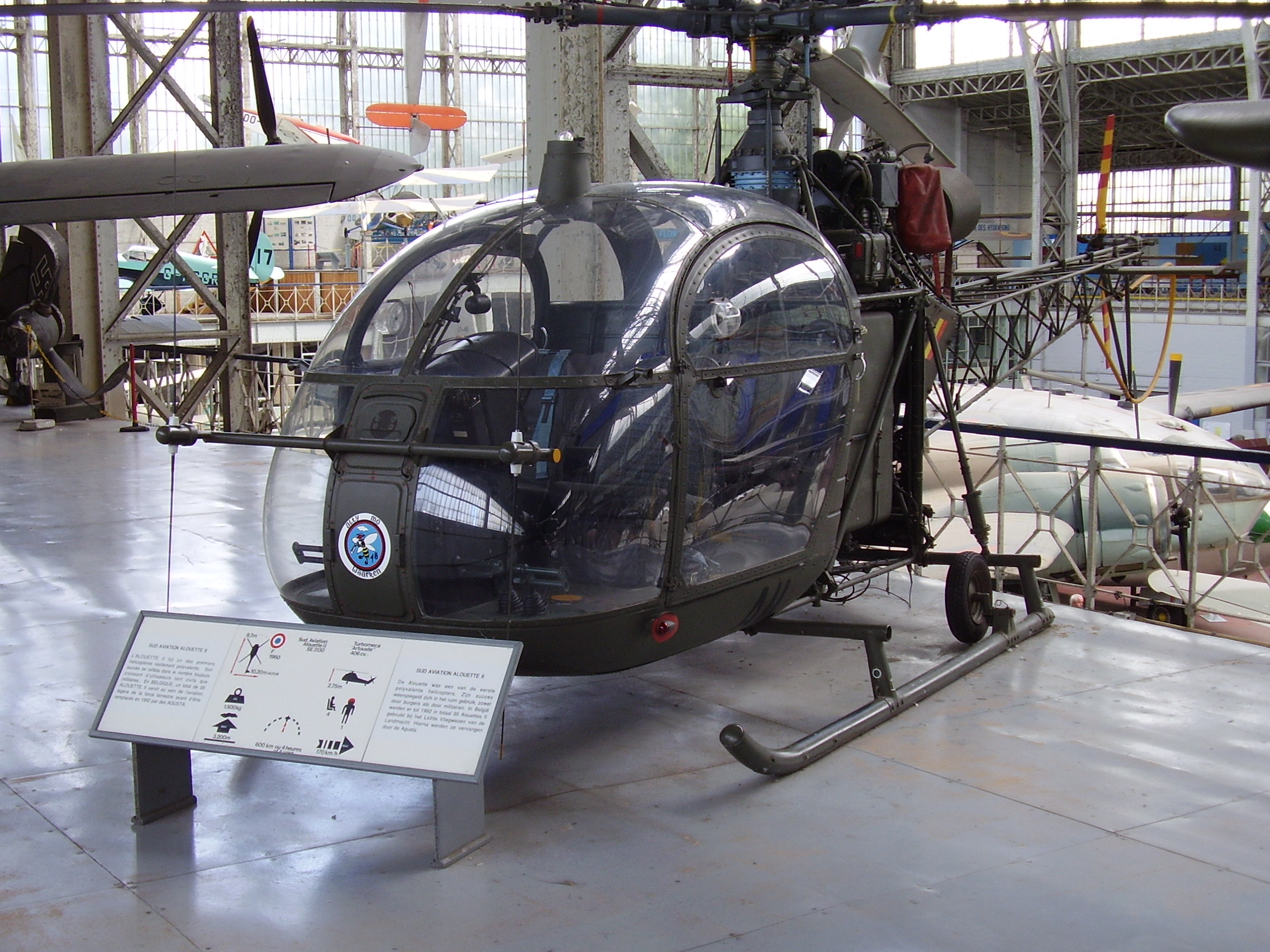
Helicòpter del mateix model que l'usat per a la fugida.

## La fugida
Seamus Twomey, líder de l'IRA, havia estat detingut i traslladat a la presó de Mountjoy després d'un polèmic judici on va refusar els jutges per ser aliats dels britànics. Allà també complien condemna dos dirigents de l'organització armada de gran rellevància: JB O'Hagan i Kevin Mallon. Els seus subordinats van fer un primer intent d'alliberar-los. Van col·locar una bomba en un mur, que havia de permetre als tres dirigents sortir al pati i enfilar-se per una corda fins a l'exterior, on esperava un cotxe per fugir. No van tenir èxit, ja que els guardes van detectar la corda i van impedir l'accés al pati.
Un home suposadament estatunidenc va llogar un helicòpter Aérospatiale Alouette II a l'Aeroport de Dublín per una campanya fotogràfica. L'aparell el pilotava el capità Thompson Boyes. Dos membres de l'IRA van segrestar l'aparell a punta de pistola i el pilot fou obligat a volar fins a la presó de Mountjoy, on va aterrar al camp d'exercicis a les 3:35 de la tarda. Els funcionaris no van reaccionar en un primer moment, perquè pensaven que era l'helicòpter del ministre, qui volava sovint en visites de feina.
Llavors un grup de presoners va envoltar i atacar els guardes per deixar via lliure als tres dirigents. Aquests van pujar a l'helicòpter, que es va enlairar sense que els vigilants poguessin impedir-ho. Amb els tres alliberats, va volar fins a un descampat on esperaven altres membres de l'IRA amb un taxi robat, amb el qual van transportar els presoners a lloc segur. El pilot va ser alliberat sense patir danys i va retornar l'helicòpter.

## Conseqüències
La fugida afectà greument la reputació de les forces de seguretat angleses, amb titulars irònics als diaris internacionals i va augmentar en canvi la popularitat de l'IRA. Els altres presos de l'organització de Mountjoy i d'altres localitzacions foren traslladats a presons de màxima seguretat per impedir noves fugides, especialment a la Portlaoise Prison (de la qual l'IRA aconseguí igualment evadir presos anys després).
Es va iniciar una operació de gran abast, amb més de 20 000 persones involucrades, per mirar de capturar els tres detinguts. Un d'ells fou arrestat el desembre d'aquell mateix 1973 en un ball de l'Associació Atlètica Gaèlica. El segon aconseguí evadir els perseguidors fins al 1975 i Seamus Twomey, el darrer en ser detingut, caigué en una operació el 1977. Abans havia concedit diverses entrevistes, entre elles una a Der Spiegel, on comentava la inoperància britànica en l'afer.
El grup The Wolfe Tones (que combina la música irlandesa tradicional amb lletres de protesta) va crear The Helicopter Song per celebrar la fugida. El govern britànic en prohibí la difusió, fet que no va evitar que assolís els primers llocs dels rànquings d'èxits musicals d'Irlanda.